# Roman Balczos
Roman Miłetijowycz Balczos (ukr. Роман Мілетійович Бальчос; ur. 21 lutego 1979) – ukraiński piłkarz, grający na pozycji bramkarza, trener piłkarski. Syn Miłetija Balczosa – prezydenta Profesjonalnej Piłkarskiej Ligi Ukrainy.

## Kariera piłkarska

### Kariera klubowa
W 1998 rozpoczął karierę piłkarską w drużynie Systema-Boreks Borodzianka, w 2000 bronił barw drugiej drużyny Karpat Lwów. W następnym roku przeszedł do Wołyni Łuck. Również występował w farm-klubie Kowel-Wołyń Kowel oraz Hazowyk-Skała Stryj. Na początku 2004 został piłkarzem Krymtepłyci Mołodiżne, skąd jesienią 2004 został wypożyczony do Rawy Rawa Ruska. Karierę piłkarską zakończył w Spartaku Iwano-Frankowsk.

## Kariera trenerska
Po zakończeniu kariery zawodowej rozpoczął pracę trenerską. Najpierw pracował na stanowisku dyrektora sportowego klubu Krymtepłycia Mołodiżne. Następnie pomagał Serhijowi Kowalcu trenować bramkarzy w FK Lwów. W czerwcu 2009 razem z trenerem opuścił klub. Potem pracował w sztabie szkoleniowym FK Berdyczów. Od sierpnia 2010 pomaga trenować bramkarzy w Zirce Kirowohrad.